# Buchhalde-Oberes Donautal
Das Naturschutzgebiet Buchhalde-Oberes Donautal liegt auf dem Gebiet der Städte Fridingen an der Donau und Mühlheim an der Donau  im Landkreis Tuttlingen in Baden-Württemberg im Naturpark Obere Donau.

## Kenndaten
Das Gebiet wurde durch Verordnung des Regierungspräsidiums Freiburg vom 20. Dezember 1989 als Naturschutzgebiet unter der Schutzgebietsnummer 3171 ausgewiesen. Diese Verordnung wurde im Gesetzblatt für Baden-Württemberg am 16. Februar 1990 veröffentlicht und trat danach in Kraft. Der CDDA-Code lautet 162615  und entspricht der WDPA-ID.

## Lage
Das Schutzgebiet liegt östlich von Mühlheim an der Donau. Es umfasst das gesamte Durchbruchstal der Donau zwischen Mühlheim und Fridingen auf mehr als drei Kilometern Länge. Das Landschaftsschutzgebiet 3.27.060-Donautal mit Bära- und Lippachtal umschließt das NSG teilweise. Es gehört vollständig zum FFH-Gebiet Nr. 7919-311 Großer Heuberg und Donautal und auch zum Vogelschutzgebiet 7820-441-Südwestalb und Oberes Donautal. Es liegt in den Naturräumen 092-Baaralb und Oberes Donautal und 093-Hohe Schwabenalb innerhalb der naturräumlichen Haupteinheit 09-Schwäbische Alb.

## Schutzzweck
Wesentlicher Schutzzweck ist die Erhaltung des oberen Donautals als einzigartiges erd- und landschaftsgeschichtliches Dokument von besonderer Eigenart und Schönheit sowie als Lebensraum für eine Vielzahl seltener, gefährdeter und zum großen Teil vom Aussterben bedrohter Pflanzenarten, Pflanzengesellschaften und Tierarten.